# Lillian Rich
Lillian Rich (1 de janeiro de 1900 – 5 de janeiro de 1954) foi uma atriz inglesa da era do cinema mudo.
Nascida em Londres, Inglaterra, ela apareceu em 66 filmes entre 1919 e 1940.
Ela faleceu a 1954, na cidade de Los Angeles, Califórnia, nos Estados Unidos.

## Filmografia selecionada
- Beyond (1921)
- The Bearcat (1922)
- Man to Man (1922)
- The Love Master (1924)
- The Golden Bed (1925)
- Soft Shoes (1925)
- On the Front Page (1926)
- The Golden Web (1926)[2]
- Snowbound (1927)
- That's My Daddy (1928)
- The Forger (1928)[3]
- High Seas (1929)
- Red Pearls (1930)
- Once a Lady (1931)
- A Lad an' a Lamp (1932)
- Birthday Blues (1932)
- Free Wheeling (1932)
- Sprucin' Up (1935)